# Paptamási
Paptamási (románul Tămășeu) falu Romániában, Bihar megyében.

## Fekvése
Az Alföldön, Bihar megyében, a Berettyó bal partján fekvő település. A magyar határtól 5 km-re  található.
Szomszédai északra Biharfélegyháza, keletre Jákóhodos, délre Kügypuszta, északnyugatra Nyüved. Legközelebbi magyarországi település Kismarja 8 km-re északnyugatra.
A települést érinti a Nagyvárad–Székelyhíd–Érmihályfalva–Nagykároly–Szatmárnémeti–Halmi–Királyháza-vasútvonal. Közúton az A3-as autópályán közelíthető meg, melynek bihari lehajtójától 4 km-re északra van.

## Története
Paptamási neve a 13. század végén tűnik fel a püspöki tizedjegyzékben.
1374-től a váradi székeskáptalan birtoka volt, de 1467-ben az albisi Zólyomiaknak is volt itt részbirtokuk.
1795-ben a községben nagy tűzvész pusztított, ekkor szinte az egész község leégett.
A faluban található Gyilkosgát dűlőjének nevéről a helyi lakosság azt tartja, hogy a tatárjárás alatt itt gyilkolták le a helyi lakosokat.
A településhez tartozott még Benke, Kis-újfalu és Sziget puszták is, melyek közül Benke puszta egykor önálló község, és a váradi püspökség birtoka volt.
Sziget pusztát pedig már a 13. században megemlítette a bécsi kódex mint községet.
Sziget az 1552-es összeírásokban viszont már nem szerepelt.
2003-ban Paptamási kivált Bihar községből és önálló községgé alakult.

## Nevezetességek
- Református temploma 1835-ben épült.
- Lythia-forrás: ismert gyógyvíz
- Paptamási termálfürdő

## Híres emberek
Itt született Diószeghy Dezső költő (1904. május 22. – ?).